# Torsten Lord
Torsten Lord   (Nacka, 2 de març de 1904 - Lidingö, 4 de febrer de 1970) va ser un regatista suec que va competir entre les dècades de 1930 i 1950.
Durant la seva carrera esportiva va prendre part en tres edicions dels Jocs Olímpics en els quals guanyà un total de dues medalles de bronze. El 1936, als Jocs de Berlín, va guanyar la medalla de bronze en la categoria de 6 metres del programa de vela a bord del May Be junt a Sven Salén, Lennart Ekdahl, Martin Hindorff i Dagmar Salén. Als Jocs de Londres de 1948, amb l'Ali-Baba II i en companyia de Tore Holm, Martin Hindorff, Carl Robert Ameln i Gösta Salén, tornà a guanyar la medalla de bronze en la prova dels 6 metres, mentre que a Hèlsinki, el 1952, amb el May Be VII, s'hagué d'acontentar amb la quarta posició novament en la prova dels 6 metres.